# Кузнецов, Сергей Александрович (хоккеист)
Серге́й Алекса́ндрович Кузнецо́в (5 января 1991, Челябинск, Россия) — российский/эмиратский хоккеист, защитник клуба «Дубай Уайт Беарс».

## Карьера
На юношеском уровне играл за челябинский «Мечел» в Первенстве России, затем провёл несколько игр в Первой лиге за «Мечел-2», ЦСК ВВС-2 Самара и «Сигнал» (Челябинск). Также поиграл в одной из юниорских североамериканских лиг.
С сезона 2011/12, пройдя просмотр, начал играть за созданную специально для выступлений в Молодёжной хоккейной лиге команду «Мамонты Югры», являющуюся молодёжным клубом ханты-мансийской «Югры», играющей в КХЛ. Уже во втором сезоне «Мамонтам» удалось завоевать бронзовые медали чемпионата.
В следующем сезоне перешёл в клуб ВХЛ «Дизель», где провёл два сезона, оба раза добираясь с командой до четвертьфинала Кубка Братина.
В августе 2015 года заключил двусторонний контракт с клубом КХЛ «Сочи». В своём первом сезоне провёл 33 матча, в которых сделал 8 голевых передач при показателе полезности +4. В КХЛ выступал за «Сочи», провел в общей сложности 104 матча и набрал 17 (3+14) очков.
В июне 2019 перешёл в карагандинский клуб «Сарыарка». В августе 2020 года подписал контракт с новокузнецком «Металлургом». В октябре «Металлург» расторг соглашение с защитником, который не сыграл ни одного официального матча за новую команду.
В 2023 году дебютировал за сборную ОАЭ.

## Статистика
| Легенда | Легенда                    | Легенда | Легенда                   | Легенда | Легенда    |
| ------- | -------------------------- | ------- | ------------------------- | ------- | ---------- |
| И       | Количество проведённых игр | Штр     | Штрафное время            | +/−     | Плюс-минус |
| Г       | Голы                       | П       | Голевые передачи          | О       | Очки       |
| -       | Статистика неизвестна      | —       | Статистика не учитывалась |         |            |

## Достижения
Командные
| Год  | Команда                        | Достижение                               | Достижение |
| ---- | ------------------------------ | ---------------------------------------- | ---------- |
| 2013 | Мамонты Югры                   | Бронзовый призёр МХЛ                     |            |
| 2023 | Сборная ОАЭ по хоккею с шайбой | Победитель ЧМ (Второй дивизион группа А) |            |